# Sông Kôn (xã)
Sông Kôn là một xã thuộc thành phố Đà Nẵng, Việt Nam.
Xã Sông Kôn có diện tích 79,26 km², dân số năm 2019 là 2.569 người, mật độ dân số đạt 32 người/km².